# Костел Преображення Господнього (Сарни)
Костел Преображення Господнього  - римо-католицький храм у Сарнах. Знаходиться на вулиці Костельній, 7.

## Історія
Костел збудований у 1936-1939 роках замість старого дерев'яного храму. У будівництві допомагали студенти Яґеллонського університету. За проектом планувалась ще дзвіниця, яка не була збудована через початок війни.
У радянські роки храм працював до 1959, коли був закритий. Тут спорудили зерносховише, потім - склад харчових продуктів. 
Храм повернули вірянам 1991. Відремонтований храм освятили 5 серпня 1995 року.

## Галерея

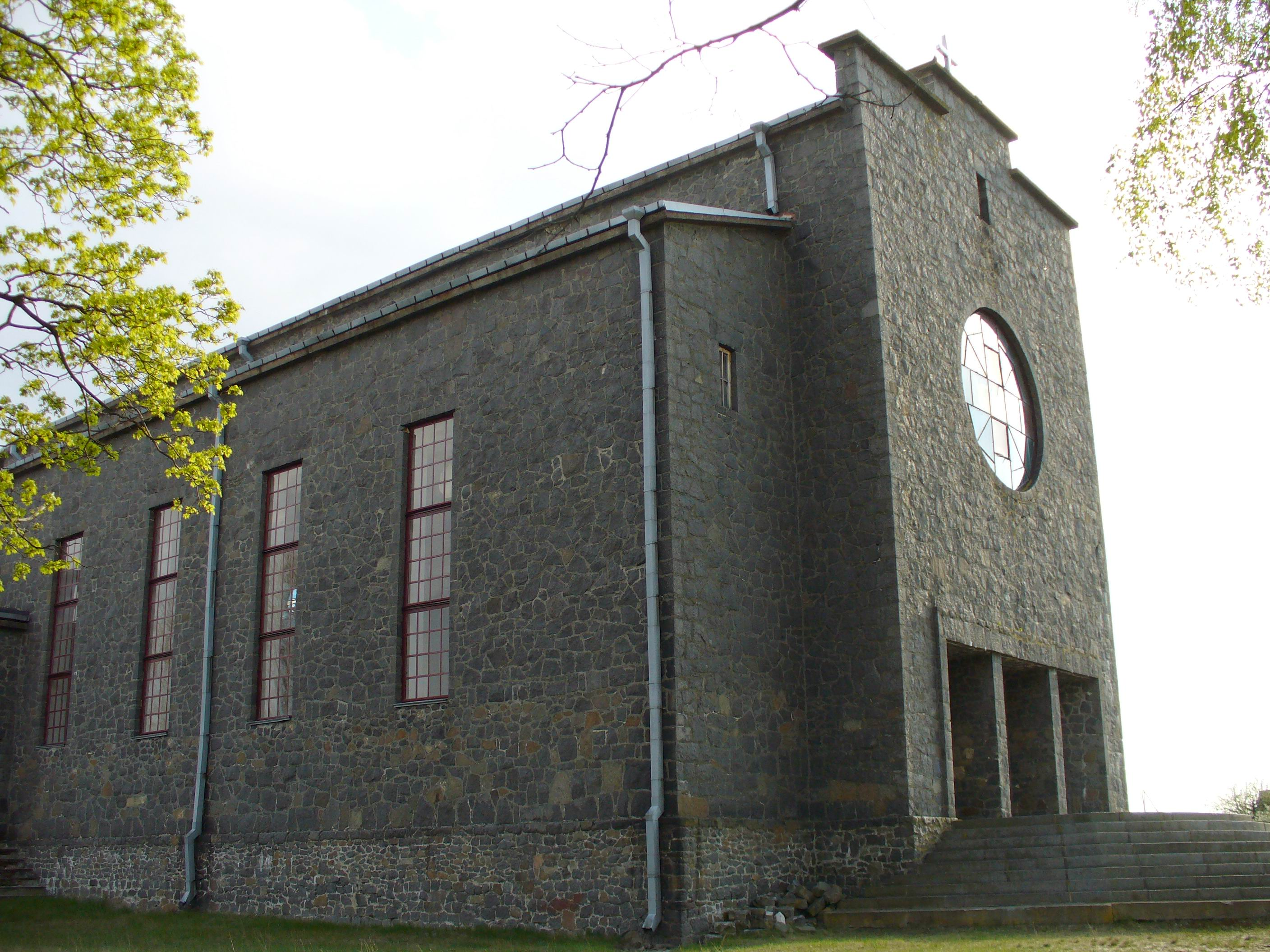
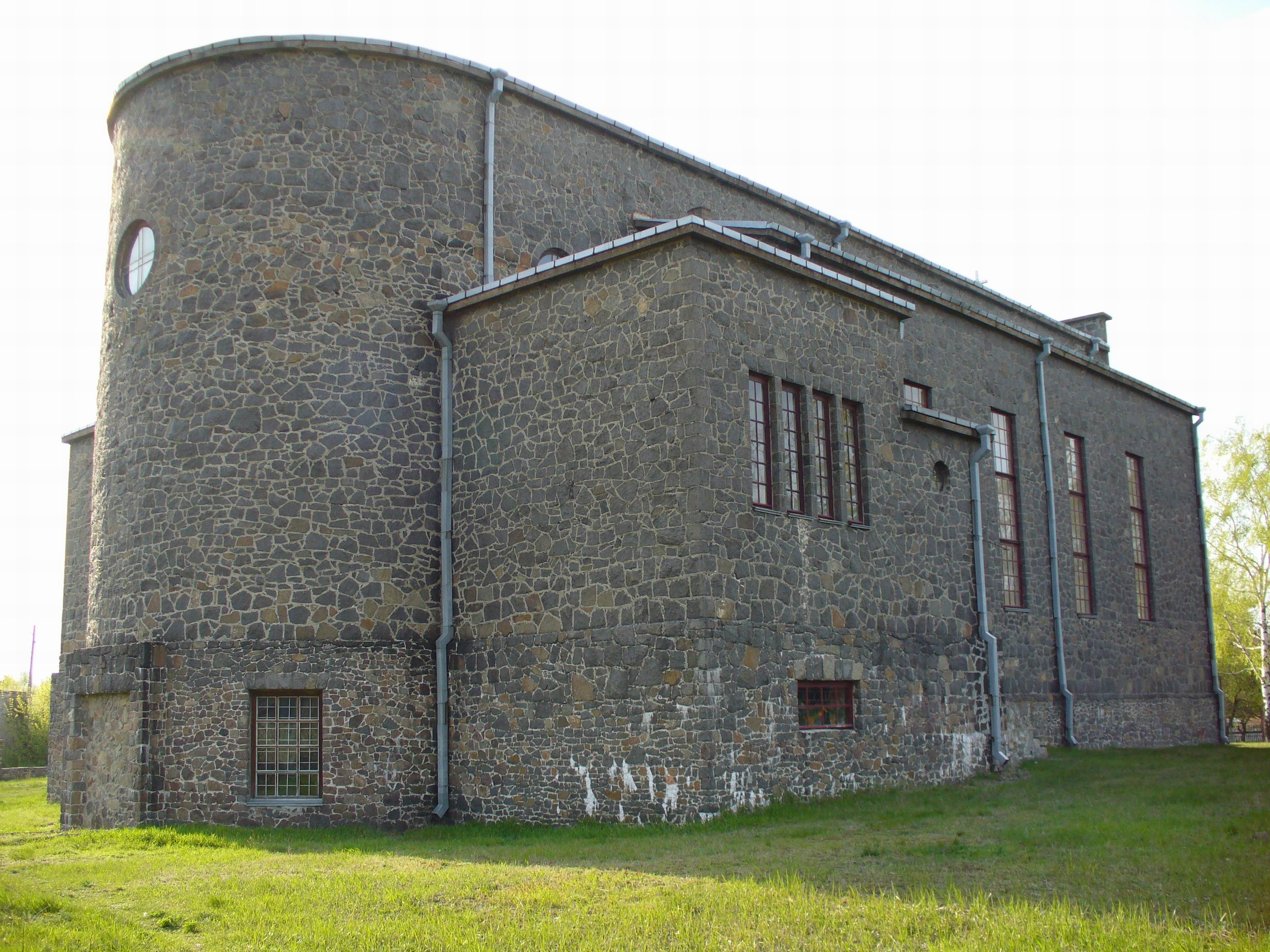
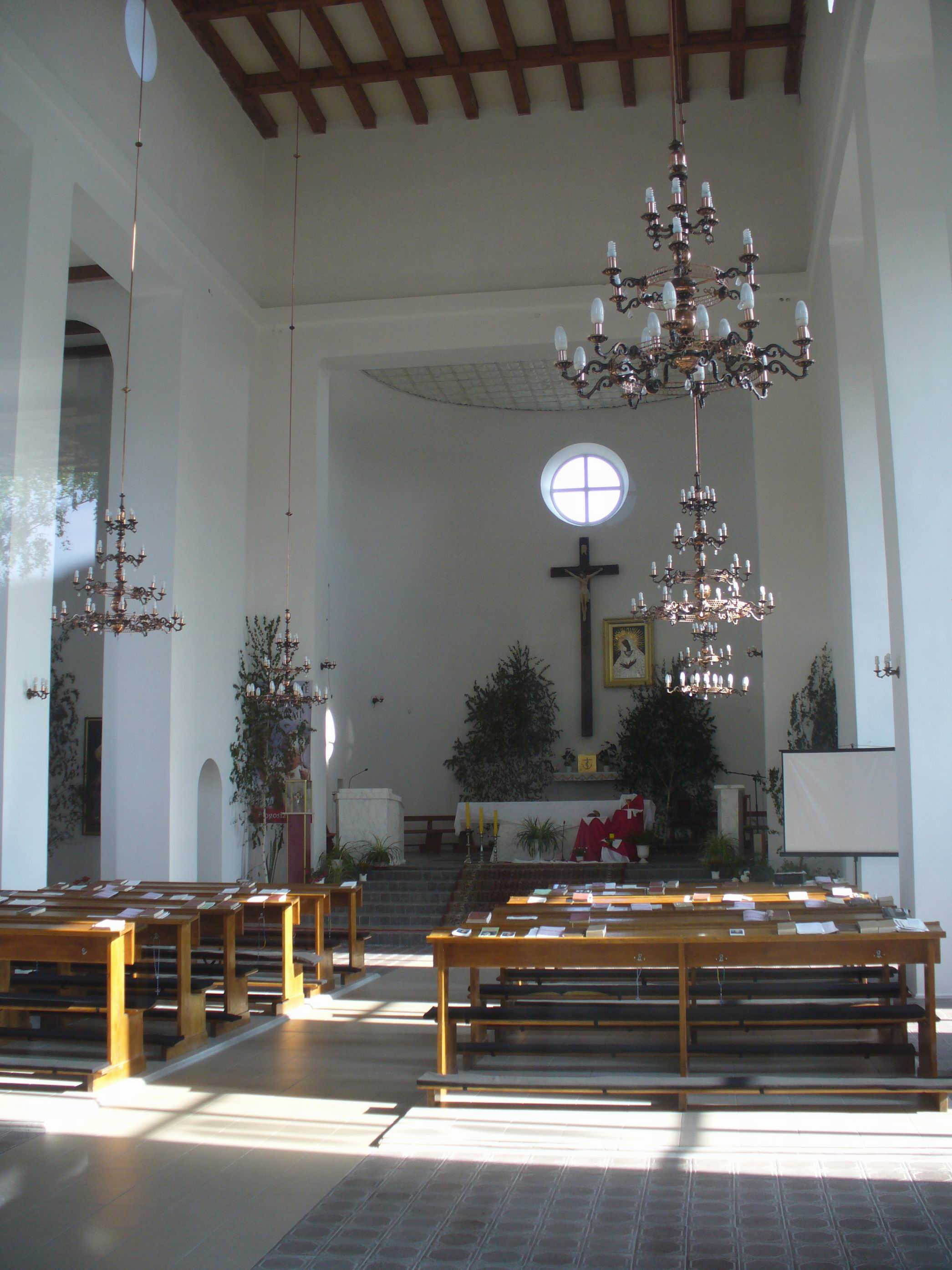
Інтер’єр костелу